# Lutonina
Lutonina (deutsch Lutonin, früher Luttonina) ist eine Gemeinde in Tschechien. Sie liegt vier Kilometer nordöstlich von Vizovice und gehört zum Okres Zlín.

## Geographie
Lutonina befindet sich im Wisowitzer Bergland. Das Dorf liegt im Tal der Lutoninka an der Einmündung der Bäche Jasenka und Výpustka. Nördlich erhebt sich der Stráň (438 m), im Nordosten der Na Háji (446 m), östlich die Tanečnice (601 m) im Südosten die Lipůvky (489 m), südlich die Papradná (603 m) und der Ostrý vrch (537 m), im Südwesten die Břízka (409 m) sowie westlich der Chrasť (438 m). Durch Lutonina führt die Staatsstraße I/69 zwischen Vsetín und Vizovice.
Nachbarorte sind Oškerovy Paseky, Závrší, Trávníky und Všemina im Norden, Jasenná im Nordosten, Žleby, Pržnice und Prlov im Nordosten, Závratě, Dolina, Ve Vršku und Pozděchov im Osten, Ublo und Bratřejov im Südosten, Za Hájem, Na Chrámečném und Lhotsko im Süden, Kamenec, Vizovice und Chrastěšovské Paseky im Südwesten, Raková und Slušovice im Westen sowie Výpusta, Chrastěšov, U Matyjáků und Dešná im Nordwesten.

## Geschichte
Die erste schriftliche Erwähnung von Luthonin erfolgte 1261 im Zuge der Gründung des Klosters Smilheim durch Smil von Zbraslav und Střílky. Smil überließ den Zisterziensern dabei umfangreiche Ländereien, zu denen neben Vizovice und Luthonin noch 24 weitere Dörfer gehörten. Im Jahre 1481 wurde das Dorf als Lutoninu bezeichnet. Nach dem Untergang des Klosters erhielt Zigmund Kuna von Kunstadt, ein Nachfahre des Klostergründers, den klösterlichen Besitz zwecks einer Erneuerung des Klosters, die jedoch nie erfolgte. Aus dem Jahre 1531 ist der Ortsname Litonina überliefert. Besitzer der Herrschaft Vizovice waren nach den Herren von Kunstadt ab 1549 Wenzel von Boskowitz und ab 1567 Zdeněk Kavka von Říčany. 1578 wurde das Dorf Litoniin genannt. Im Urbar der Herrschaft Vizovice sind 1585 für Lutonina der Schulzenhof mit einer Hube Ackerland, fünf Halbhüfner, vier Dreiachtelhüfner, sechs Podsedeken und eine Mühle erfasst. 1594 erwarb der ungarische Adlige Emerich Dóczy de Nagy Lucsie (Emerich Dóczy z Natluče) die Herrschaft; er versuchte die Untertanen zu rekatholisieren. Nach der Schlacht am Weißen Berg erhoben sich 1621 die Bewohner der Gegend gegen die religiöse Unterdrückung und die Leibeigenschaft. Nach der Niederschlagung des Walachischen Aufstandes wurden 1644 in Vsetín etwa 200 Aufständische, darunter auch neun aus Lutonina hingerichtet. Seit 1670 ist der heutige Name Lutonina gebräuchlich. 1775 bestand das Dorf aus 14 Bauern, sechs großen Podsedeken, drei Kleinpodsedeken und 27 Chaluppen. Als 1777 auf dem Hostýn ein gefälschtes Toleranzpatent verlesen wurde, um das wahre religiöse Bekenntnis der Untertanen aufzudecken, gehörte Lutonina zu den über 40 Dörfern, die sich mehrheitlich zum Protestantismus bekannten. In Lutonina waren dies 240 Einwohner. Nachfolgend wurden zahlreiche der Protestanten zur Festungsarbeit in Ungarn verurteilt. 1790 bestand das Dorf aus 74 Häusern und hatte 407 Einwohner. Zu den weiteren Grundherren gehörten u. a. Prokop Graf von Gollen, Marie Anna Minckwitz von Minckwitzburg, Hermann Hemilton von Blümegg und Philipp Stillfried-Rattonitz. Im Jahre 1834 war das Dorf auf 82 Häuser angewachsen, in denen 438 Personen lebten. Die Haupterwerbsquelle bildete die Landwirtschaft, die jedoch wenig ertragreich war. Bis zur Mitte des 19. Jahrhunderts blieb Lutonina immer zur Herrschaft Wisowitz untertänig.
Nach der Aufhebung der Patrimonialherrschaften bildete Lutonin ab 1850 eine Gemeinde in der Bezirkshauptmannschaft Uherský Brod. Ab 1855 gehörte die Gemeinde zum Bezirk Vizovice und ab 1868 zum Bezirk Holešov. 1872 wurde in Jasenná eine private Kirchenschule eingerichtet, die auch die Kinder aus Lutonina besuchten. Ab 1887 lautete der amtliche Name Lutonina/Luttonina. Lutonina hatte im Jahre 1900 450 Einwohner und bestand aus 95 Häusern. Die Schule in Jasenná wurde 1901 in eine öffentliche Schule umgewandelt. Ab 1903 bestanden in Lutonina Bestrebungen zur Errichtung einer eigenen Schule, die jedoch von der Gemeindevertretung nicht mitgetragen wurden. Zu dieser Zeit setzte wegen der Armut eine Abwanderung in fruchtbarere Gebiet bzw. nach Amerika ein. Zwischen den beiden Weltkriegen verschärfte sich die Not. Nur ein Teil der Bewohner fand Arbeit in auswärtigen Betrieben, insbesondere bei Baťa in Zlín. 1931 beschloss die Gemeindevertretung den Bau einer eigenen Schule, zu Bauausführung kam es wegen der Weltwirtschaftskrise nicht. Im Jahre 1934 begannen bei Lutonina die Bauarbeiten für die Bahnstrecke Zlín – Valašská Polanka, die jedoch nur bis Vizovice fertiggestellt wurde. 1935 wurde Lutonina dem Bezirk Zlín zugeordnet. Ab 1949 gehörte Lutonina zum Okres Gottwaldov-okolí und ab 1960 wieder zum Okres Gottwaldov, der nach der politischen Wende von 1989 seit 1990 wieder den Namen Okres Zlín trägt.

## Ortsgliederung
Für die Gemeinde Lutonina sind keine Ortsteile ausgewiesen. Zu Lutonina gehören die Ansiedlungen Kamenec und Výpusta.

## Sehenswürdigkeiten
- Schwefelwasserquelle am östlichen Ortsrand